# CSS Sumter
Pour les autres navires du même nom, voir USS Sumter.
 (septembre 2023).
Le CSS Sumter est un trois-mâts barque avec machine à vapeur auxiliaire actionnant une hélice. C'est à l'origine un navire de commerce, le Habana, construit à Philadelphie en 1859 pour la compagnie McConnell's et destiné à assurer la liaison La Nouvelle-Orléans – La Havane.

## Lecommerce raiderCSSSumter

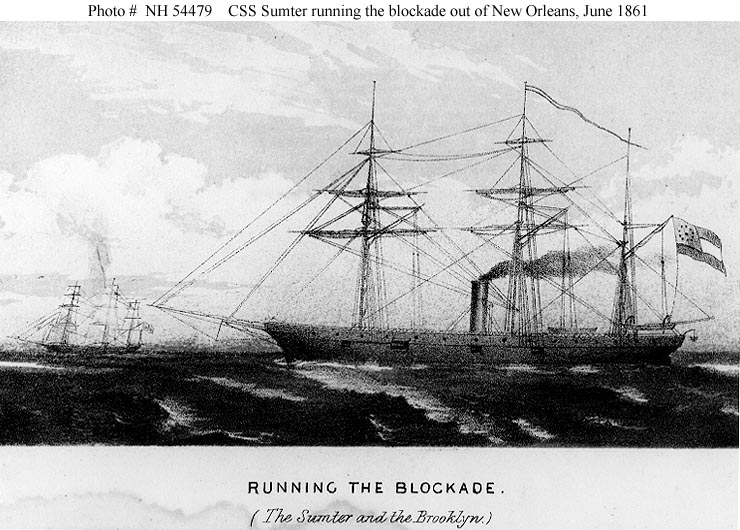
Un forceur de blocus, le CSS Sumter, sortant du delta du Mississippi et échappant à l'USS Brooklyn en juin 1861, au début de sa carrière. Il recommencera à forcer le blocus unioniste à partir de l'été 1863, cette fois sous le drapeau britannique et sous le nom de Gibraltar.

Le gouvernement confédéré l'achète en avril 1861, le transforme en croiseur, le baptise CSS Sumter, et en confie le commandement à Raphael Semmes.
Le CSS Sumter est admis officiellement dans la Confederate States Navy le 3 juin 1861, et force à la fin du mois le blocus maritime établi par l’Union Navy dans le delta du Mississippi en échappant, au terme d'une chaude poursuite, au sloop-of-war (corvette) USS Brooklyn.
Début juillet 1861, le nouveau commerce raider (corsaire) de la Confederate States Navy a déjà capturé près des côtes de Cuba 8 navires de commerce nordistes. Puis le CSS Sumter vire au sud, et, près des côtes de l'État du Maranhão, au Brésil, prend 2 bateaux yankees, et 2 autres encore en septembre et octobre 1861, alors que la frégate à aubes USS Powhatan le recherche à travers les Antilles.
Début novembre 1861, l'USS San Jacinto recherche le CSS Sumter dans la mer des Antilles, ne le trouve pas, et s'apprête à faire du charbon à Cuba. Mais son capitaine, l'inflexible Charles Wilkes apprend que deux personnalités confédérées, James M. Mason et John Slidell, s'y trouvent, et qu'elles cherchent à gagner l'Europe. Il arraisonne le paquebot anglais, le Trent, sur lequel les émissaires confédérés ont pris passage, les arrête, et les transfère à son bord. Il déclenche ainsi l'affaire du Trent, qui vit presque la Grande-Bretagne déclarer la guerre à l'Union.
Cependant, à la mi-novembre 1861, le CSS Sumter entre pour faire du charbon à la Martinique, et la corvette nordiste USS Iroquois vient le bloquer dans le port. Le corsaire sudiste réussit à s'échapper à la faveur de la nuit, et reprend ses activités.
Il quitte l'Atlantique ouest pour se diriger vers l'Europe, et pendant son voyage, qui se déroule de novembre à janvier 1862, arraisonne encore 6 navires de commerce.

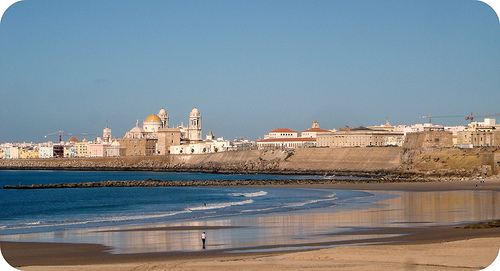
La vieille ville de Cadix (coupole dorée de la Catedral Nueva, cube ocre de la Catedral Vieja, palais de justice et casernes, fortifications face à la mer, quartier populaire de La Vina...) peu différente de celle que virent les marins du CSS Sumter en arrivant par l'ouest, en janvier 1862

Le CSS Sumter entre au port de Cadix le 4 janvier 1862, mais les autorités espagnoles lui refusent l'autorisation de s'approvisionner, et acceptent seulement qu'il effectue quelques réparations urgentes. Le CSS Sumter se dirige donc vers Gibraltar, où il entre, et où il ne peut faire effectuer les réparations qui lui sont alors nécessaires. À partir d'avril il est mis en cale sèche, et de plus sous la surveillance de navires de guerre nordistes qui se succèdent, parmi lesquels se trouvent la corvette USS Kearsarge, et la canonnière USS Chippewa.
Semmes et ses officiers participent à la vie mondaine locale, et rencontrent leurs homologues anglais, en particulier le jeune attaché-militaire adjoint du gouverneur Godrington, un officier des Coldstream Guards nommé Arthur Fremantle, qui s'intéressera à la cause confédérée au point de traverser les États du Sud, alors en guerre, en 1863.

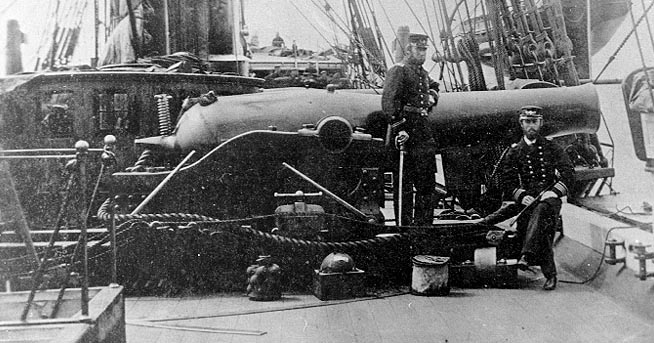
Printemps 1862 : l'USS Kearsarge et ses redoutables obusiers Dahlgren de 11 pouces (âme lisse, précis même à grande distance, forte charge supportée par l'épaisse culasse en « bouteille de soda ») attendent avec détermination le CSS Sumter devant Gibraltar. Comme ils attendront le devant Cherbourg en juin 1864.

Semmes et la plupart de ses officiers quittent le CSS Sumter immobilisé et gagnent l'Angleterre, puis prennent le commandement d'un nouveau corsaire, le CSS Alabama, qui reprend la guerre de course au profit de la Confédération.
Bien que son activité comme corsaire n'ait duré qu'environ six mois, le CSS Sumter a entre-temps fait 18 prises. Il en a brulé 8, et relâché ou consigné 9 ; une d'elles est capturée à nouveau. Par ailleurs, l'effet de diversion qu'il a causé, en attirant des navires nordistes loin du théâtre des opérations, a un effet fortement bénéfique pour la Confédération.
Les dégâts causés par le CSS Sumter à la marine de commerce nordiste sont incorporés au montant des réparations demandées par l'Amérique du Nord à la Grande-Bretagne, lors de l'affaire des réclamations de l'Alabama.

## Le forceur de blocusGibraltar
Le CSS Sumter est désarmé et vendu aux enchères. C'est une société anglaise, la Fraser, Trenholm & Co (des négociants en coton de Liverpool qui défendaient fortement les intérêts sudistes) qui l'achète. Le corsaire, sous le drapeau britannique et rebaptisé Gibraltar, continue comme forceur de blocus sa carrière au profit de la Confédération et de la Grande-Bretagne.
L'activité de forceur de blocus du Gibraltar est peu répertoriée. On sait toutefois qu'il entre au moins une fois à Wilmington, en Caroline du Nord, sous le commandement du capitaine E.C. Reid, un sudiste. Il était parti de Liverpool le 3 juillet 1863 avec une importante cargaison de munitions et deux canons Blakely de 22 tonnes, et il revint chargé de coton.
Le début du voyage est resté dans les annales grâce à la véhémente protestation du consul américain Charles Francis Adams, Sr. : il s'insurgeait contre le fait que le Gibraltar puisse prendre la mer, officiellement pour Nassau, aux Bahamas, sans que de véritables formalités de douane soient accomplies, et il écrivait : « Le Gibraltar bénéficie de passe-droits, et n'est pas astreint comme tous les autres navires au respect des règlements... ».
D'autre part l'entrée du Gibraltar à Wilmington est restée aussi dans les archives, mais cette fois grâce à une erreur du service de renseignements de l'amiral John B. Dahlgren : l'ancien Sumter, devenu Gibraltar, est confondu avec le transport de troupes Sumter, récemment victime d'une tragédie devant Charleston, en Caroline du Sud.
Un autre rapport du consul des États-Unis à Liverpool, en date du 10 juillet 1864, mentionne que « le pirate Sumter, maintenant Gibraltar, est en cale sèche à Birkenhead... ».
La date de fin d'exercice du Gibraltar est mal connue. Selon le gendre de M. Trenholm, il aurait sombré lors d'une tempête dans la Manche, près du point où le CSS Alabama avait coulé, au large de Cherbourg, peut-être en 1867.